# كوري كوفي
كوري كوفي (بالإنجليزية: Cory Coffey)‏ هي دراجة أمريكية، ولدت في 1982.

## وصلات خارجية
- الموقع الرسمي